# Список заслуженных мастеров спорта СССР (самбо)
Список неполон, поскольку нет полных данных о присвоении звания ЗМС спортсменам по данному виду спорта.
| 1947 год |                                |            |                         |           |          |  |
| 1        | Харлампиев Анатолий Аркадьевич | ??.12.1947 |                         | Москва    | «Динамо» |  |
| 2        | Васильев Иван Васильевич       | ??.12.1947 | ??.??.1909 - ??.??.1977 | Ленинград | «Динамо» |  |
| 1948 год |                                |            |                         |           |          |  |
| 1        | Чумаков Евгений Михайлович     | ??.11.1948 |                         | Москва    | «Динамо» |  |

## 1965
- Степанов, Олег Сергеевич

## 1970
- Покатаев, Владимир Иванович

## 1973
- Езерскас, Чесловас Ионо 1949
- Рудман, Давид Львович
- Фёдоров, Александр Сергеевич 1945—2006

## 1976
- Курбанов, Сабир Хайитович 1949
- Ходиев, Сайфутдин Ибадуллаевич 1950

## 1979
- Хапай, Арамбий Юсуфович 1953

## 1980
- Пушница, Александр Михайлович

## 1981
- Баранов, Николай Владимирович[6]
- Малёнкин, Геннадий Викторович 19.1.1951[7]
- Сободырев, Владимир Александрович

## 1982
- Астахов, Виктор Васильевич
- Умяров, Зяки Ахмярович
- Ходырев, Андрей Николаевич 1961
- Юнак, Михаил Михайлович 1946

## 1983
- Есин, Евгений Николаевич 16.09.1958
- Рамазанов, Магомед Курбанович

## 1984
- Новик, Антон Юльянович
- Пашкин, Валерий Александрович (1954—2020)
- Халиулин, Нурислам Хазылганович 1954[8]

## 1986
- Аксёнов, Александр Валентинович[9]
- Баранов, Михаил Михайлович
- Паньшин, Владимир Викторович 1956[10]
- Терновых, Сергей Иванович 1960
- Чингин, Виктор Иванович 1952
- Шкалов, Владимир Дмитриевич

## 1987
- Черткоев, Гурам Гивиевич 1957

## 1988
- Новиков, Антон Владимирович
- Файзиев, Бобомурад Карамович (23.11.1960)

## 1989
- Гурин, Владимир Павлович 03.04.1955[11]
- Япринцев, Владимир Геннадьевич
- Мчедлишвили, Джемал Владимирович

## 1990
- Казарян, Гагик Самсонович 1968
- Тутхалян, Гурген Геворгович
- Швая, Василий Иванович 1963-15.09.2001[12][13]

## 1991
- Мамедов, Джейхун Магомед оглы
- Сидоркевич, Игорь Михайлович
- Хайбулаев, Гусейн Асадулаевич